# Himantura signifer
Himantura signifer  (лат.) — очень редкий вид рода хвостоколов-гимантур из семейства хвостоко́ловых отряда хвостоколообразных надотряда скатов. Они обитают в тропических водах рек Индонезии, Таиланда и Малайзии. Максимальная зарегистрированная ширина диска 60 см. Грудные плавники этих скатов срастаются с головой, образуя овальный диск. Рыло слегка заострённое. Хвост намного длиннее диска. Кожные кили на хвостовом стебле отсутствуют. Окраска дорсальной поверхности диска коричневого цвета, края имеют белую окантовку.
Подобно прочим хвостоколообразным Himantura signifer размножаются яйцеживорождением. Эмбрионы развиваются в утробе матери, питаясь желтком и гистотрофом. В помёте 1—3 новорожденных. Рацион этих скатов состоит в основном из донных беспозвоночных. Не являются объектом целевого промысла. Вид страдает от ухудшения условий среды обитания, обусловленного антропогенными факторами.

## Таксономия и филогенез
Впервые вид научно описан в 1982 году. Видовой эпитет происходит от слова лат. signum — «знак». Голотип представляет собой неполовозрелую самку длиной 29,4 см, пойманную в реке Капуас, Западный Калимантан, Индонезия. Паратипы: взрослая самка длиной 38,2 см, неполовозрелая самка длиной 27,9 см и взрослые самцы длиной 27,8—31,2 см, вероятно пойманные в реке Капуас и обнаруженные на рыбном рынке. Внутри рода хвостоколов-гимантур наиболее схожим видом является Himantura kittipongi. Филогенетический анализ, проведённый на основании последовательности цитохрома b, показал, что наиболее близкородственными видами являются  Himantura gerrardi и Himantura imbricata.

## Ареал и места обитания
Himantura signifer — один из немногих видов рода хвостоколов-гимантур, который обитает исключительно в пресной воде. Эти скаты встречаются в реках Капуас, Индонезия, Индрагири, Суматра, Перак, Малайзия, и Чаупхрая, Таиланд. Хотя в настоящее время эти реки изолированы друг от друга, в эпоху Плейстоцена (2,6 млн — 12 000 лет назад), когда уровень моря был ниже, они могли быть единой частью Северного и Центрального Сундаландского водного бассейна. Тогда скаты могли распространиться по ареалу, не заходя в морские воды. Эти донные рыбы предпочитают песчаное дно.

## Описание
Грудные плавники этих скатов срастаются с головой, образуя овальный диск, ширина которого немного превышает длину, передний край формирует тупой угол, кончик рыла слегка выступает за края диска. Позади мелких глаз расположены брызгальца, которые превышают их по размеру. На вентральной поверхности диска имеются 5 пар жаберных щелей, рот и ноздри. Между ноздрями пролегает лоскут кожи с бахромчатым нижним краем. Рот изогнут в виде дуги, от назальных кожных лоскутов вокруг углов рта пролегают борозды, на дне ротовой полости расположены 4—5 отростков; внутренняя пара крупнее внешней, а величина центрального отростка варьируется. Мелкие притуплённые зубы выстроены в шахматном порядке и образуют плоскую поверхность. Во рту имеется 38—45 верхних и 37—46 нижних зубных рядов.
Кнутовидный, сильно сужающийся к кончику хвост в 3,5 раз превышает ширину диска. Кожные складки на хвостовом стебле отсутствуют. На дорсальной поверхности хвостового стебля расположено 2 зазубренных шипа, соединённых протоками с ядовитой железой. У двух исследованных особей длина шипов составляла 86 и 87 мм, они были покрыты 70 и 89 зазубринами соответственно. Дорсальная поверхность диска плотно покрыта крошечными сердцевидными чешуйками, перемежающимися к коническими шипиками, которые располагаются широкой полосой от области между глазами до хвоста. Позади шипа плотность покрытия чешуёй увеличивается. У некоторых особей в центре диска имеется шип в виде жемчужины. Окраска дорсальной поверхности диска коричневого цвета, центральная часть и основание хвосты покрыты крапинками, между глазами и брызгальцами расположено белое пятно, края диска резко очерчены белой каймой. Вентральная поверхность диска белая. Максимальная зарегистрированная ширина диска 60 см, а общая длина свыше 2 м. Максимальный вес 8 кг, а по некоторым данным 10 кг.

## Биология
Подобно прочим пресноводным и эвригалинным членам своего семейства, но в отличие от речных хвостоколов южноамериканских рек семейства  Potamotrygonidae Himantura signifer сохранили способность синтезировать мочевину для регулирования процесса осморегуляции и способны жить в солоноватой воде солёностью не более 20 ‰ не менее 2 недель. Более того, эти скаты испытывают более сильный стресс из-за окислительных процессов, вызываемых повышением солёности в пресной воде, вероятно, из-за краткой истории освоения пресных вод. В этой связи было высказано предположение о вероятной связи между успешного приспособления к пресноводной среде обитания некоторых эвригалинных морских пластиножаберных и способностью пластиножаберных увеличивать объём синтеза аскорбиновой кислоты для защиты от стресса, вызываемого повышенной солёностью. Кроме того, ампулы Лоренцини Himantura signifer имеют промежуточный размер между крупными и сложными ампулами их морских сородичей и маленькими и имеющими простое строение ампулами ручных хвостоколов, что может быть следствием обитания в среде с различной солёностью, имеющей разную электропроводность.
Основу рациона этих скатов составляют мелкие донные беспозвоночные, включая ракообразных, моллюсков и личинок насекомых. Подобно прочим хвостоколообразным Himantura signifer  относится к яйцеживородящим рыбам. Эмбрионы развиваются в утробе матери, питаясь желтком и гистотрофом. Ширина диска новорожденных составляет 10—12 см. У самцов и самок половая зрелость наступает при достижении ширины диска 21—23 и 25—26 см соответственно.

## Взаимодействие с человеком
Ядовитый шип делает этих скатов потенциально опасными для человека. Они встречаются очень редко. В настоящее время в музеях представлено всего 10 экземпляров этого вида.  В большей части ареала Himantura signifer ведётся интенсивный рыбный промысел. Вероятно, их добывают ради шкуры, а также для аквариумного содержания. Строительство дамб в Таиланде сокращает генетическое разнообразие вида. Вид страдает от ухудшения условий среды обитания, обусловленного антропогенными факторами. В 90-х годах Правительство Таиланда запустило программу искусственного разведения этого вида, однако в 1996 году она была приостановлена. Международный союз охраны природы присвоил этому виду статус сохранности «Вымирающий»